# Биленький, Самоил Михелевич
Самои́л Ми́хелевич Би́ленький (23 мая 1928, Жмеринка, Винницкий округ, Украинская ССР — 5 ноября 2020, Ванкувер, Канада) — советский и российский физик-теоретик, доктор физико-математических наук, профессор, в прошлом — главный научный сотрудник ОИЯИ.

## Биография
После окончания в 1952 году Московского инженерно-физического института начал работать в подмосковной Дубне, в Гидротехнической лаборатории, из которой в 1956 году вырос Объединенный институт ядерных исследований. С 1956 года работает в Лаборатории теоретической физики ОИЯИ. Преподавал в филиале МГУ в Дубне.
В 1958 году защитил кандидатскую диссертацию на тему «Дисперсионные соотношения для процессов со слабым взаимодействием», выполненную под руководством Н. Н. Боголюбова.
В 1966 году защитил докторскую диссертацию на тему «Вопросы теории реакций на поляризованной протонной мишени».
Последние годы жизни жил в Ванкувере, продолжал публиковаться вплоть до 2020 года. Умер 5 ноября 2020 года.

## Научная деятельность
Исследования связаны с физикой элементарных частиц. Изучал поляризационные эффекты при столкновении частиц и нейтральные токи. С 1970 года, на протяжении двадцати трех лет он тесно сотрудничал с советско-итальянским профессором Бруно Понтекорво — автором теории нейтринных осцилляций. Б. М. Понтекорво предложил идею о существовании нейтринных осцилляций в 1957 году и тогда же написал первую работу на эту тему. Работы Понтекорво и Биленького внесли огромный вклад в развитие теории нейтринных осцилляций. После смерти Б. М. Понтекорво в 1993 году Самоил Михелевич Биленький продолжил исследования осцилляций нейтрино. В 1999 году он получил премию Гумбольдта. В 2002 году был удостоен премии ОИЯИ имени Бруно Понтекорво.
С. М. Биленький занимался исследованиями и преподавал в Канадском национальном исследовательском центре по физике, университете Валенсии, в Туринском университете и Мюнхенском техническом университете.
В 1999 году в Турине прошла конференция, посвящённая нейтрино и приуроченная к 70-летию со дня рождения Самоила Биленького.

### Книги
- Биленький С. М. Введение в диаграммную технику Фейнмана. — М.: Атомиздат, 1971. — 216 с.
- Биленький С. М. Лекции по физике нейтринных и лептон-нуклонных процессов. — М., Энергоиздат, 1981. — 216 с.
- Биленький С. М. Введение в диаграммы Фейнмана и физику электрослабого взаимодействия. — М.: Энергоатомиздат, 1990. — 327 с. — ISBN 5-283-03930-7.
- Биленький С. М. Введение в теорию рассеяния. — М., Ленанд, 2014. — 199 c.

### Статьи
- Боголюбов Н. Н., Биленький С. М., Логунов А. А. Дисперсионные соотношения в случаях слабого взаимодействия // ДАН СССР. — 1957. — Т. 115, № 5. — С. 891—893.
- Биленький С. М. Сдвиг уровней π-мезонных атомов // ЖЭТФ. — 1957. — Т. 32, вып. 3. — С. 624.
- Биленький С. М. Применение зарядовой инвариантности к поляризационным явлениям // ЖЭТФ. — 1957. — Т. 33, вып. 3. — С. 821—822.
- Биленький С. М. К теории дисперсионных соотношений // ЖЭТФ. — 1958. — Т. 34, вып. 2. — С. 518—519.
- Биленький С. М., Рындин Р. М. Возможный метод определения поляризации гиперона в реакции π + p → Y + K // ЖЭТФ. — 1958. — Т. 35, вып. 3. — С. 827—828.
- Биленький С. М., Лапидус Л. И., Пузиков Л. Д., Рындин Р. М. Об определении матрицы реакции a + a' → b + b' // ЖЭТФ. — 1958. — Т. 35, вып. 4. — С. 959—961.
- Логунов А. А., Биленький С. М., Тавхелидзе А. Н. К теории дисперсионных соотношений для сложных процессов // Науч. докл. высш. шк. Физ.-мат. науки. — 1958. — № 3. — С. 186—195.
- Биленький С. М., Рындин Р. М. Об определении четности гиперонов и K-мезонов // ДАН СССР. — 1959. — Т. 124, № 1. — С. 63—65.
- Биленький С. М. Возможный метод определения четности странных частиц // ЖЭТФ. — 1959. — Т. 36, вып. 1. — С. 291—292.
- Биленький С. М., Рындин Р. М. О релятивистском соотношении «поляризация — асимметрия» // ЖЭТФ. — 1959. — Т. 36, вып. 5. — С. 1609—1610.
- Биленький С. М., Рындин Р. М., Смородинский Я. А., Хэ Цзо-сю. К теории β-распада нейтрона // ЖЭТФ. — 1959. — Т. 37, вып. 6. — С. 1758—1763.
  - К статье «К теории β-распада нейтрона» // ЖЭТФ. — 1960. — Т. 38, вып. 3. — С. 1013.